# 北恵那鉄道線

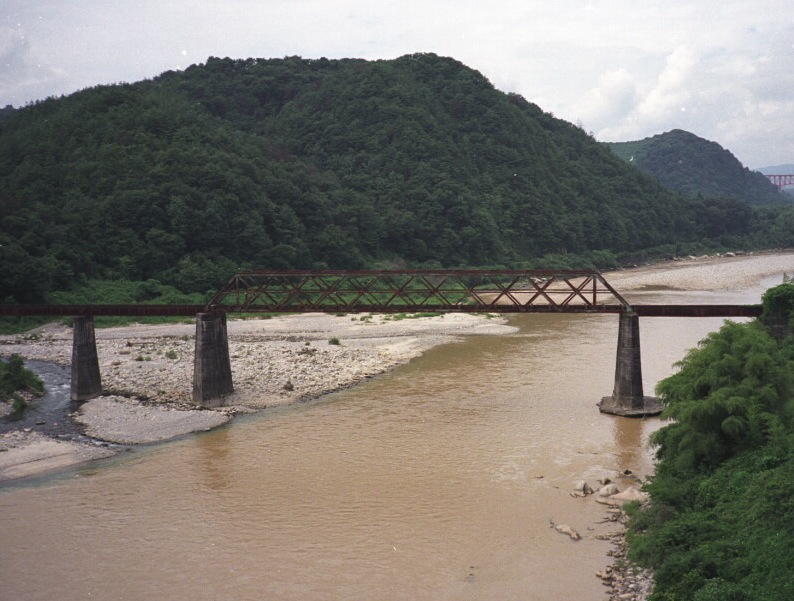
廃線後の木曽川橋梁（1995年）

北恵那鉄道線（きたえなてつどうせん）は、かつて、岐阜県中津川市の中津町駅と、恵那郡付知町（現中津川市付知町）の下付知駅を結んでいた北恵那鉄道（現北恵那交通）の鉄道路線である。愛称は「恵那電（えなでん）」。
大同電力が木曽川に大井ダムを建設する際、付知川から筏を使っての神宮備林の木材輸送ができなくなってしまうことから、ダム建設の見返りとして建設された。そのため貨物輸送も多く行なっており、下付知駅には恵那郡加子母村渡合（現中津川市）との間を結ぶ付知森林鉄道が接続し、起点中津町駅と中央本線中津川駅間には貨物連絡線があった。また終点を付知町の中心地付知とする計画であったが、用地買収がうまくいかず、1931年（昭和6年）に免許が失効した。

## 路線データ（廃止時）
- 路線距離（営業キロ）：中津町駅 - 下付知駅間 22.1km
- 軌間：1067mm
- 駅数：13駅（起終点駅含む）
- 複線区間：なし（全線単線）
- 電化区間：全線（直流600V）
- 閉塞方式：票券閉塞式

## 歴史
- 1919年（大正8年）濃尾鉄道として、中津町 - 付知町の免許申請。軌間762mmの蒸気動力の軽便鉄道。
- 1920年（大正9年）申請内容を変更。社名を濃尾電気鉄道とし、軌間1067mm、直流600Vの電気動力とする。
- 1921年（大正10年）5月26日 濃尾電気鉄道に対し鉄道免許状下付（恵那郡中津町-同郡付知町間）[1]。
- 1922年（大正11年）2月15日 濃尾電気鉄道を改め[2]北恵那鉄道株式会社設立（社長・福澤桃介、本社・名古屋市東区）[3][4]。
- 1924年（大正13年）8月5日 中津町駅 - 下付知駅が開通[5]。
- 1925年（大正14年）5月1日 恵那峡口駅開業[6]。
- 1926年（大正15年）8月15日 山之田川駅開業[7][8]。皇室林野局材の輸送開始。
- 1928年（昭和3年）5月1日 稲荷橋駅開業[9]。
- 1929年（昭和4年）9月19日 上苗木駅開業[10]。
- 1932年（昭和7年）
  - 付知森林鉄道開業。下付知駅で接続。
  - 2月1日 起業廃止許可（下付知 - 付知間）[11]
- 1936年（昭和11年）12月12日 美濃福岡駅構内の変電所の火災により、一時蒸気機関車で運行。蒸気機関車は駄知鉄道[12]、笠原鉄道[13]より借用。
- 1949年（昭和24年）5月26日 栗本駅開業。
- 1957年（昭和32年）国鉄下呂線が調査線となる。下呂線は北恵那鉄道線と並行した線である。
- 1959年（昭和34年）付知森林鉄道廃止。
- 1961年（昭和36年）9月13日 関戸駅開業。
- 1962年（昭和37年）2月 木曽川橋梁の橋脚かさ上げ工事を開始。
- 1963年（昭和38年）
  - 2月 名古屋鉄道が資本参加。
  - 1月16日 - 4月1日 木曽川橋梁橋脚かさ上げ工事のため、中津町 - 恵那峡口間の運行を休止してバス代行を行なう[14]。工事は4月に完成。
- 1971年（昭和46年）9月 列車の運行を朝夕のみとし、昼間はバス代行とする。
- 1978年（昭和53年）9月18日 廃止。

## 駅一覧
中津町駅 - 恵那峡口駅 - 山之田川駅 - 苗木駅 - 上苗木駅 - 並松駅 - 関戸駅 - 美濃福岡駅 - 栗本駅 - 美濃下野駅 - 田瀬駅 - 稲荷橋駅 - 下付知駅

## 接続路線
- 中津町駅：中央本線（中津川駅）
- 下付知駅：付知森林鉄道（下付知停車場）

## 輸送・収支実績
| 年度 | 輸送人員（人） | 貨物量（トン） | 営業収入（円） | 営業費（円） | 営業益金（円） | その他益金（円） | その他損金（円）                | 支払利子（円） | 政府補助金（円） |
| ---- | -------------- | -------------- | -------------- | ------------ | -------------- | ---------------- | ------------------------------- | -------------- | ---------------- |
| 1924 | 96,770         | 2,325          | 43,950         | 26,683       | 17,267         |                  |                                 | 34,160         |                  |
| 1925 | 273,280        | 24,497         | 174,568        | 93,273       | 81,295         |                  |                                 | 117,301        | 86,349           |
| 1926 | 273,496        | 33,593         | 186,681        | 99,371       | 87,310         |                  | 雑損3,768                       | 105,171        | 111,291          |
| 1927 | 273,994        | 31,203         | 175,126        | 109,068      | 66,058         |                  |                                 | 104,415        | 122,569          |
| 1928 | 259,646        | 38,749         | 181,112        | 111,572      | 69,540         |                  |                                 | 89,019         | 124,211          |
| 1929 | 290,085        | 40,157         | 181,091        | 125,788      | 55,303         |                  |                                 | 79,165         | 123,639          |
| 1930 | 245,668        | 35,603         | 154,327        | 114,157      | 40,170         |                  |                                 | 77,999         | 123,702          |
| 1931 | 160,063        | 33,530         | 130,739        | 87,194       | 43,545         |                  | 自動車業1,745 償却金及雑損1,739 | 85,051         | 115,154          |
| 1932 | 122,062        | 32,695         | 108,134        | 90,426       | 17,708         |                  | 自動車5,886 雑損償却金9,705     | 80,298         | 30,355           |
| 1933 | 142,061        | 41,869         | 119,012        | 113,131      | 5,881          |                  | 自動車6,729 雑損償却金3,955     | 72,712         | 124,269          |
| 1934 | 128,799        | 44,076         | 115,781        | 102,102      | 13,679         |                  | 自動車6,629 雑損償却金6,750     | 60,717         | 84,214           |
| 1935 | 127,921        | 41,763         | 91,858         | 60,802       | 31,056         | 債務免除金 1,514 | 自動車業4,446                   | 48,156         |                  |
| 1936 | 127,934        | 37,264         | 83,174         | 65,365       | 17,809         |                  | 自動車業3,365                   | 49,150         |                  |
| 1937 | 125,086        | 33,659         | 82,553         | 67,421       | 15,132         |                  | 自動車業7,573                   | 50,396         | 18,826           |
| 1939 | 197,520        | 36,544         |                |              |                |                  |                                 |                |                  |
| 1941 | 336,420        | 53,789         |                |              |                |                  |                                 |                |                  |
| 1943 | 592,835        | 81,970         |                |              |                |                  |                                 |                |                  |
| 1945 | 1,120,329      | 64,510         |                |              |                |                  |                                 |                |                  |
| 1952 | 901,872        | 43,129         |                |              |                |                  |                                 |                |                  |
| 1958 | 1,029千        | 61,427         |                |              |                |                  |                                 |                |                  |
| 1963 | 1,397千        | 135,693        |                |              |                |                  |                                 |                |                  |
| 1966 | 1,489千        | 111,178        |                |              |                |                  |                                 |                |                  |
| 1970 | 604千          | 83,695         |                |              |                |                  |                                 |                |                  |

- 鉄道省鉄道統計資料、鉄道統計資料、鉄道統計、国有鉄道陸運統計、地方鉄道軌道統計年報、私鉄統計年報各年度版

## 車両

### 電車
- デ1形
- デ8形
- 300形
- 560形
- ク550形
- ク80形

### 附随客車
- ハフ30形（30・31）1932年に国鉄よりハ1053・1055（形式1005[15]）の払下げをうけたもの。1895年新橋工場製の5扉車であった。1944年認可により車体を新造している。

### 電気機関車
- デキ250形
- デキ500形

### 貨車
- ワ201形
- ワ221形
- ワ251形
- ワム301形
- ト101形
- ト131形
- ト151形
- ト1001形
- ト1111形
- ト1121形
- ト1131形
- トム51形

## 廃線後の状況
- 北恵那鉄道は北恵那交通に改称。中津川市を中心に路線バス、観光バス、タクシー、トラックを運行していたが、2013年までに路線バス以外の事業を他社に譲渡し撤退。現在は路線バス専業となっている。
- 中津町駅と恵那峡口駅の間にあった木曽川橋梁は、現在もその姿を残している。
- 2002年1月に終着の下付知駅駅舎が解体された。
- 廃線跡散策のイベントが時々開催されている。
- 中津川市福岡に鉄道歴史保存会館が建てられた。

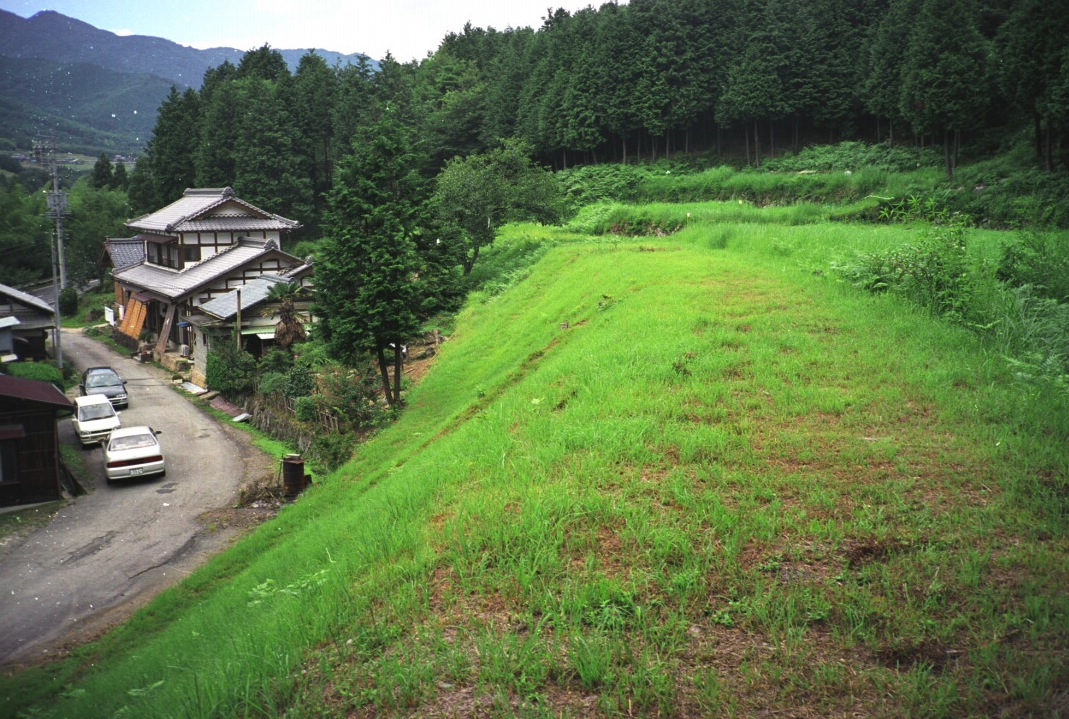
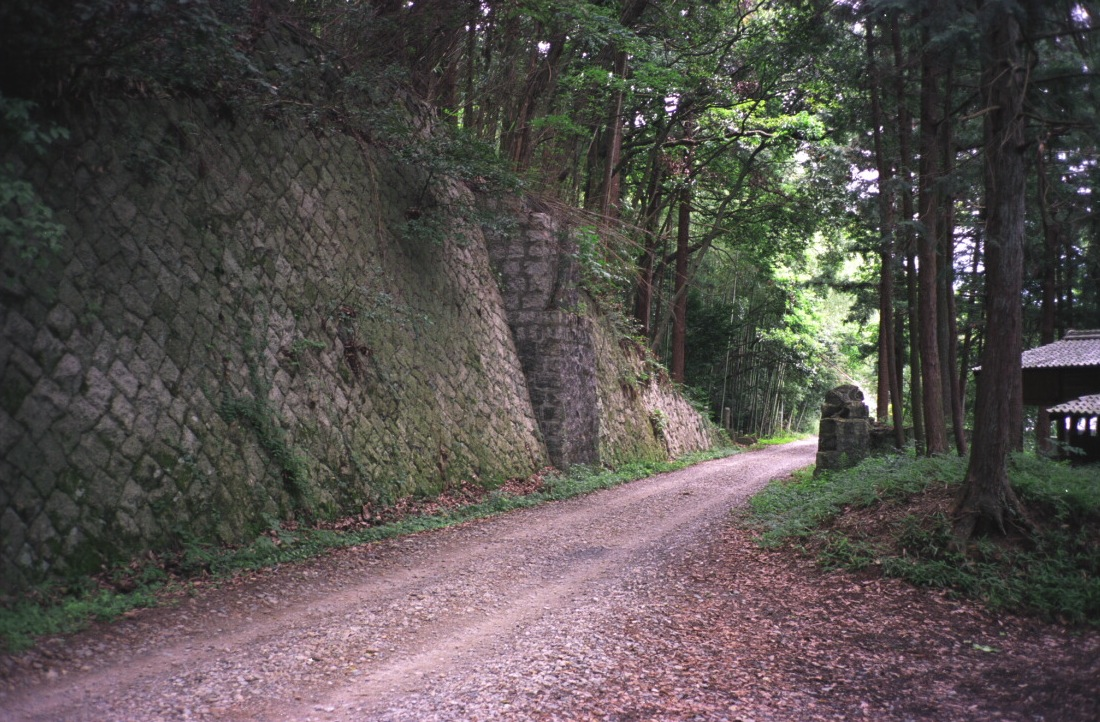
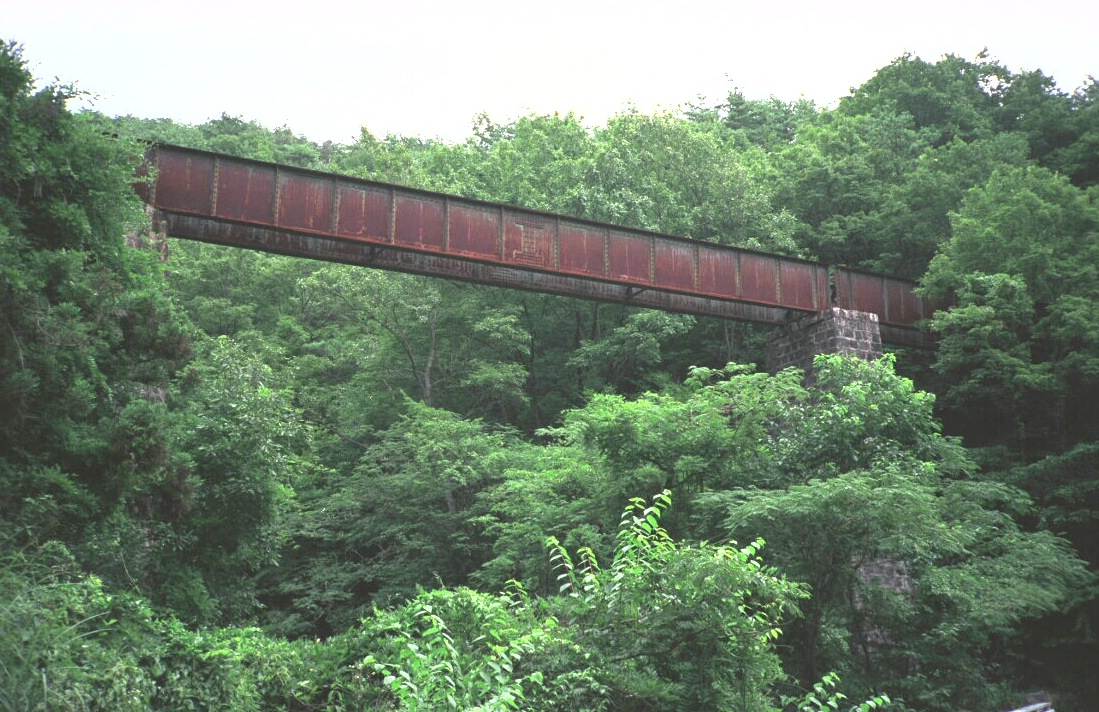
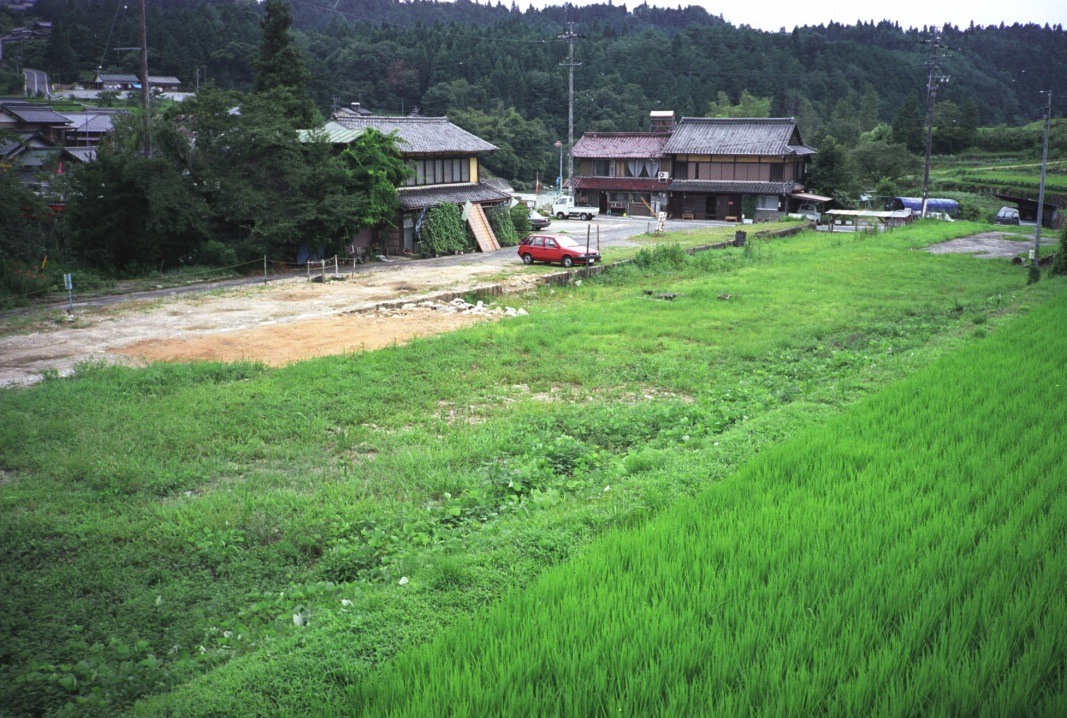
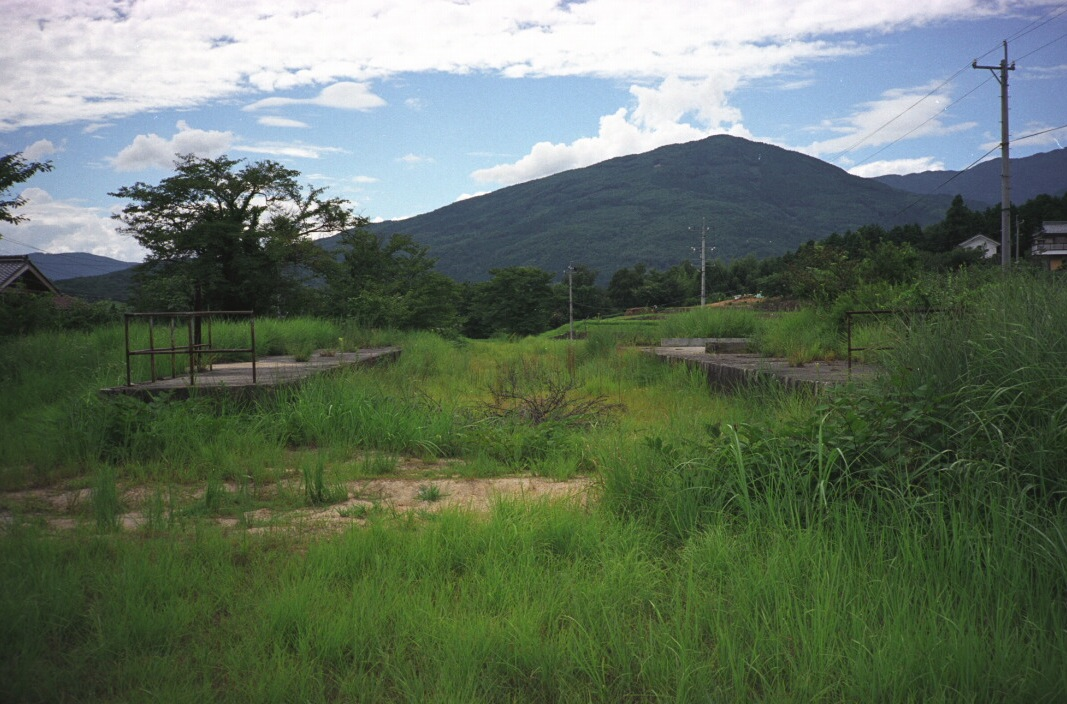

## 幻の中津電気鉄道
1926年（大正15年）頃、中津川駅と川上（かおれ）地区を結ぶ「中津電気鉄道」（中津川電気鉄道ともいう）の計画が存在した。北恵那鉄道が経営に参加し、軌間は762mm、600Vの電化での計画であった。これは、中央製紙中津工場専用線（工場は現・王子エフテックス中津工場。専用線の一部は後の恵那山森林軌道）を旅客化し、それを延長するというものであり、将来は改軌し北恵那鉄道線との相互乗り入れも考えられていた。
実際には計画のみに終わる。予定地や測量の結果は、恵那山森林軌道の建設の参考にされたという。事実、この中津電気鉄道の計画路線と恵那山森林軌道はほぼ一致する。